# Phyllomedusa vaillantii
Espèce
Synonymes
- Phyllomedusa perlata Boulenger, 1884 "1883"
- Phyllomedusa feltoni Shreve, 1935
- Phyllomedusa blombergi Funkhouser, 1957

Statut de conservation UICN

 LC  : Préoccupation mineure
Phyllomedusa vaillantii, la Phylloméduse de Vaillant, est une espèce d'amphibiens de la famille des Phyllomedusidae.

## Répartition
Cette espèce se rencontre dans le bassin amazonien :
- dans le Nord-Est du Brésil ;
- en Guyane ;
- au Suriname ;
- au Guyana ;
- au Venezuela ;
- en Colombie ;
- en Équateur ;
- au Pérou ;
- dans le Nord de la Bolivie.

## Description

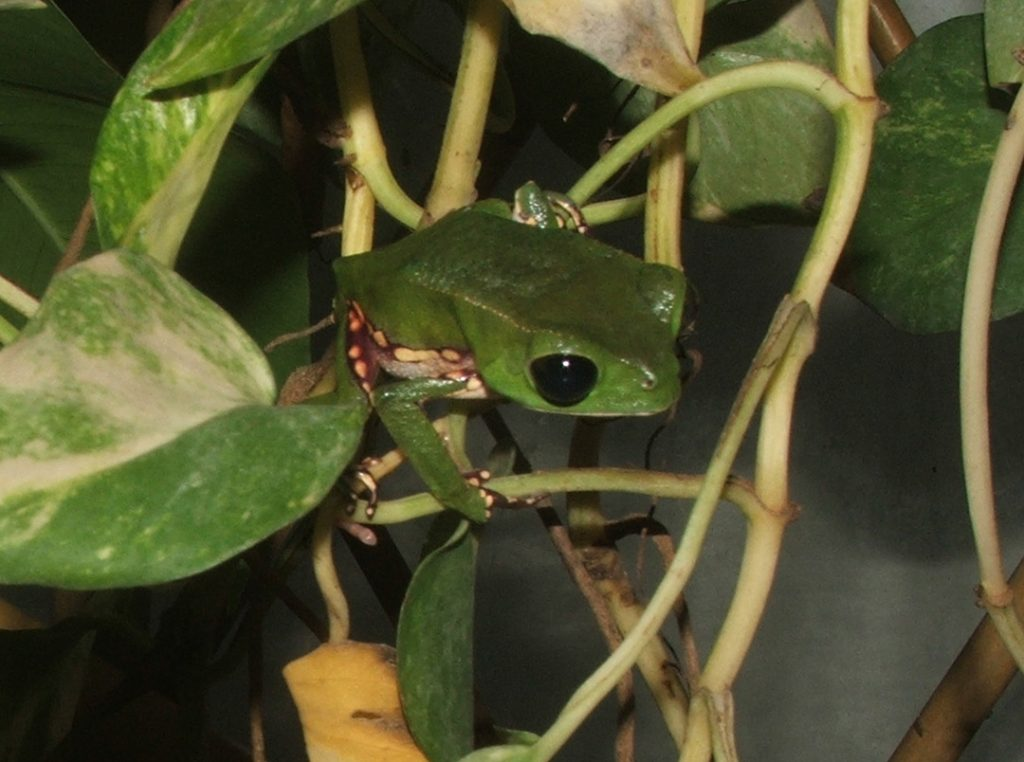
Phyllomedusa vaillantii

Les mâles mesurent de 50,2 à 57,5 mm et les femelles de 68,8 à 81,2 mm.

## Étymologie
Cette espèce est nommée en l'honneur de Léon Vaillant.

## Galerie

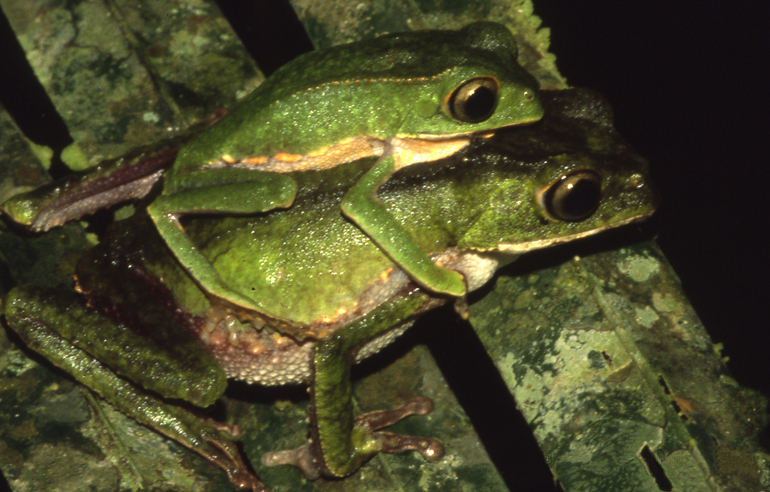
Accouplement
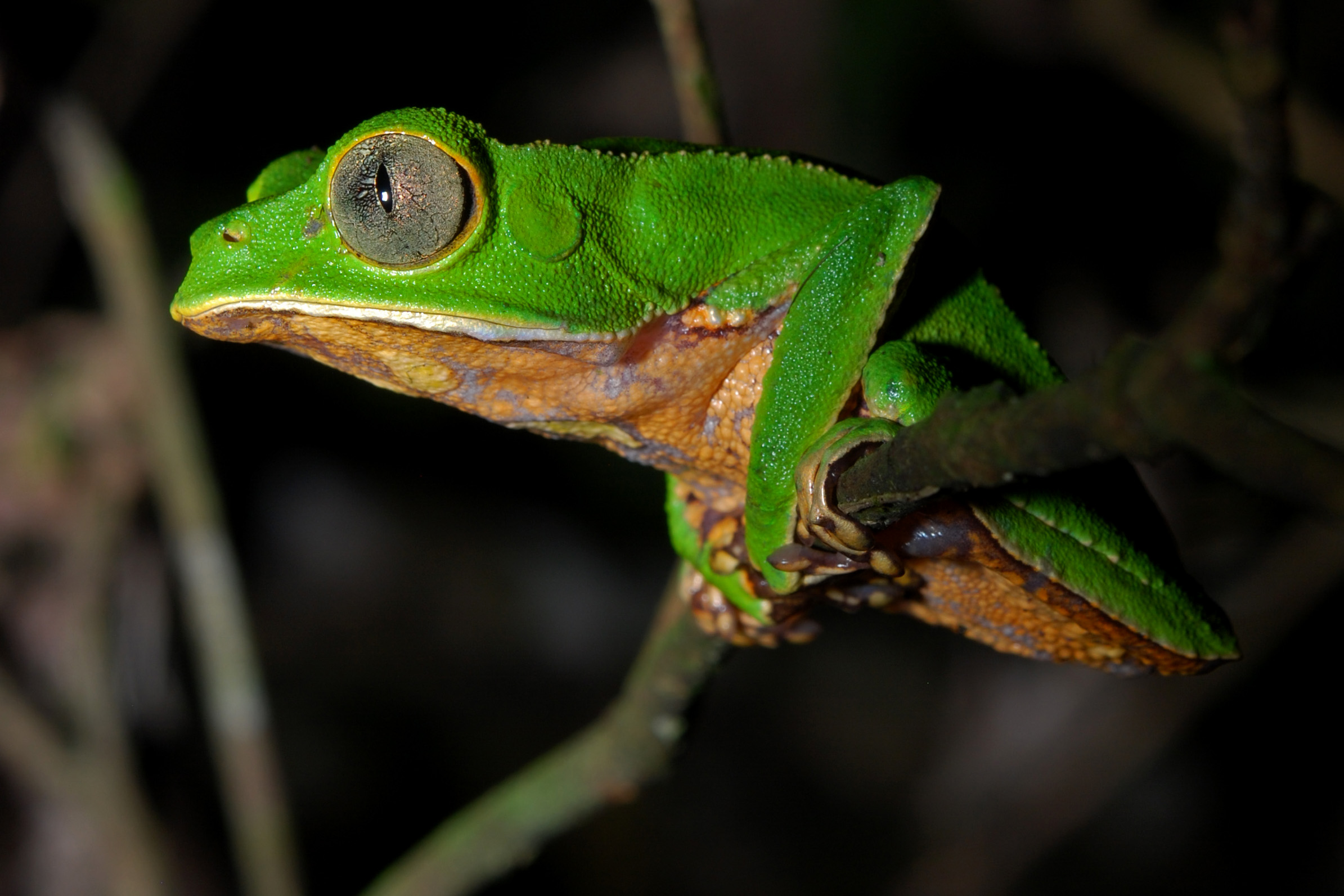
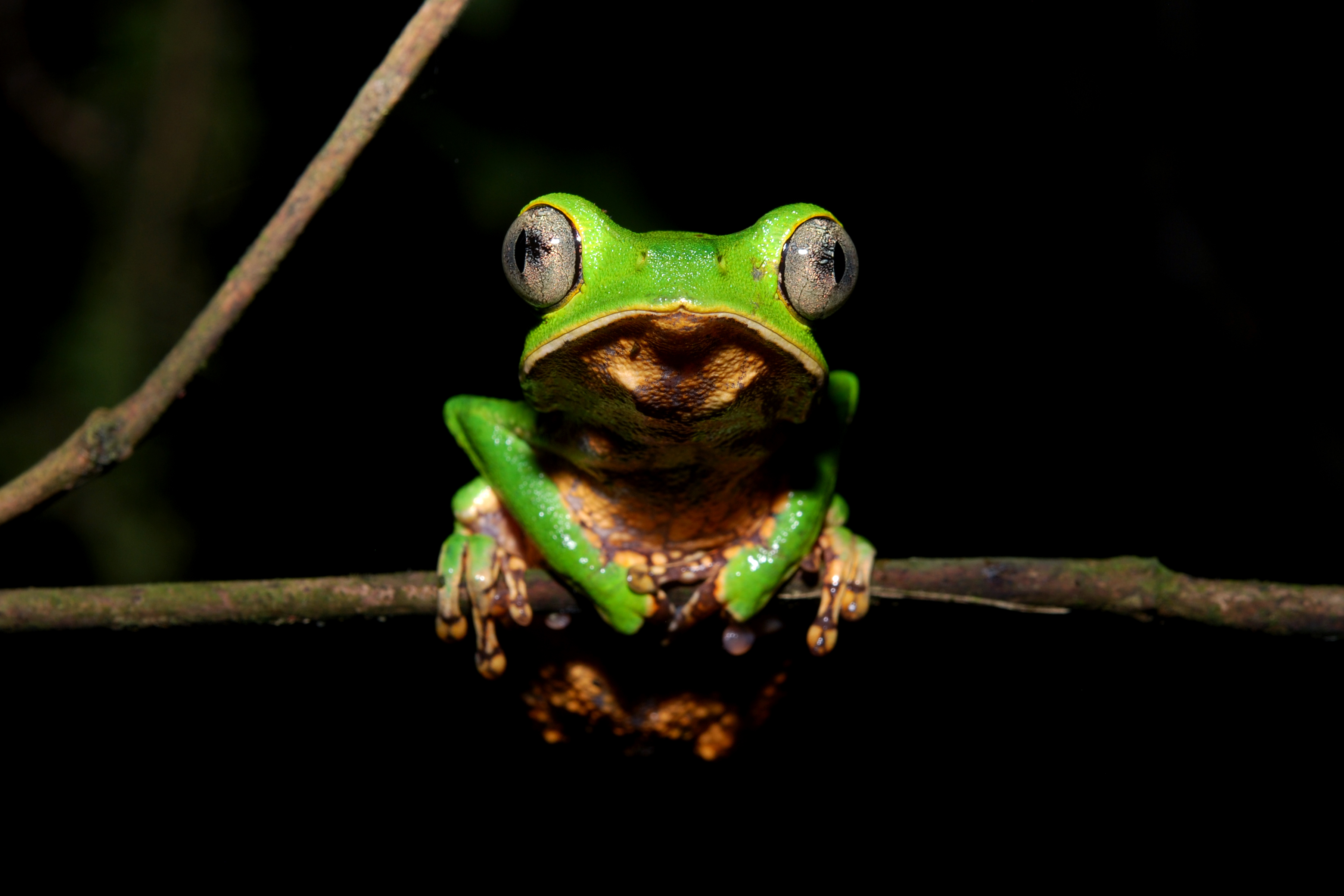
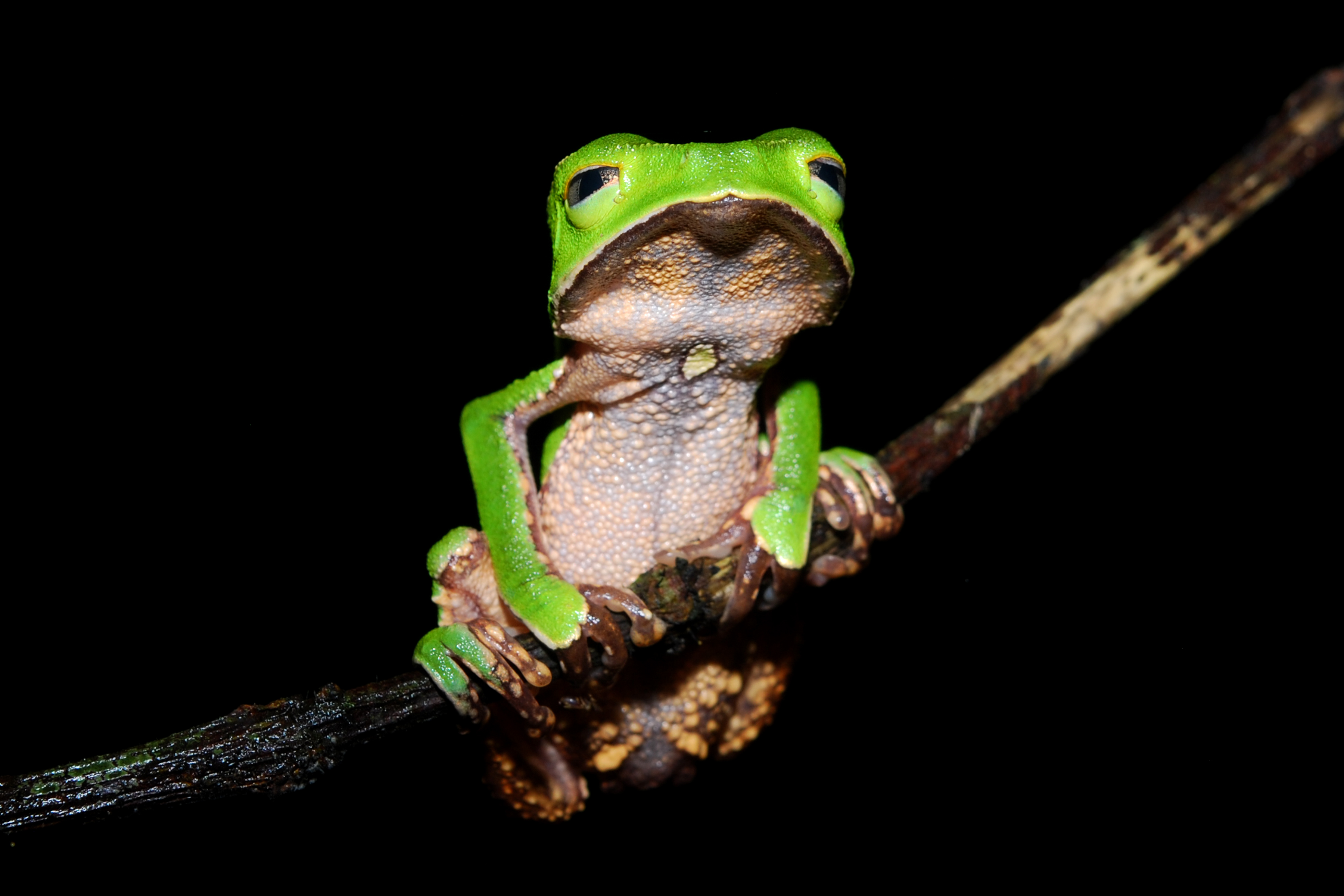
Face ventrale

## Publication originale
- Boulenger, 1882 : Catalogue of the Batrachia Salientia s. Ecaudata in the collection of the British Museum, ed. 2, p. 1-503 (texte intégral).